# Karl Wolf (Politiker)
August Karl Wolf (* 20. November 1871 in Kördorf im Rhein-Lahn-Kreis; † 2. Juli 1943 in Limburg an der Lahn) war ein deutscher Bürgermeister und Abgeordneter des Provinziallandtages der Provinz Hessen-Nassau.

## Leben
Karl Wolf war ein Sohn des Bürgermeisters und Landwirts Christian Wilhelm Wolf (1827–1913) und dessen Ehefrau Elisabeth Caroline Müller (1827–1896).
Er betrieb in seinem Heimatort die elterliche Landwirtschaft und wurde dort 1920 Bürgermeister. Er übte zugleich das Amt des Standesbeamten aus und erhielt im selben Jahr ein Mandat für den Nassauischen Kommunallandtag des preußischen Regierungsbezirks Wiesbaden bzw. des Provinziallandtages der Provinz Hessen-Nassau.

## Öffentliche Ämter
- Kreistagsmitglied im Unterlahnkreis
- Vorstandsmitglied im Kreisbauernverband Unterlahn
- Kuratoriumsmitglied der Landwirtschaftsschule Katzenelnbogen